# Louis-Léopold Chambard
Louis-Léopold Chambard (25. srpna 1811 Saint-Amour – 10. března 1895 Neuilly-sur-Seine) byl francouzský sochař z departmentu Jura.
Narodil se ve francouzské obci Saint-Amour. Byl synem obchodníka Clauda Louise Josepha Marie Chambarda. Po studiu na umělecké škole v Lyonu pokračoval na École nationale supérieure des Beaux-Arts v Paříži, pod dohledem sochaře Pierra-Jeana Davida d'Angerse a malíře jménem Jean-Auguste-Dominique Ingres.
V roce 1837 získal Římskou cenu za sochu Marius sur les ruines de Carthage.
Zemřel ve městě Neuilly-sur-Seine v roce 1895.

## Hlavní díla

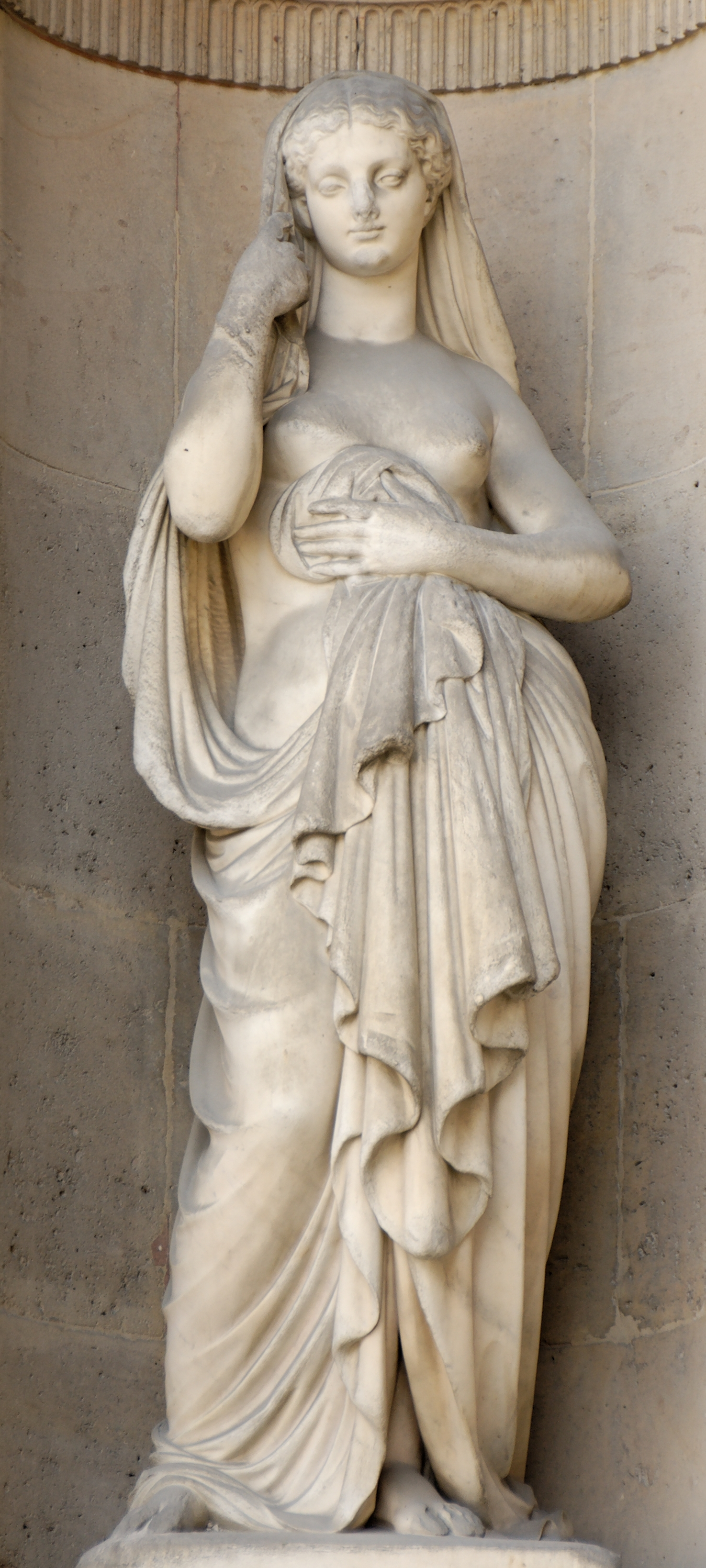
Modestie (Skromnost) - socha nacházející se ve východním průčelí Cour Carrée v Paříži

- Marius sur les ruines de Carthage, 1837

- Apollon et Coronis, 1842
- La Parure, 1850
- Une suppliante, 1852
- L'Abondance, 1857
- L'Inspiration, 1859
- La Modestie, 1861
- Enfant portant une coquille, 1863
- Mercure, 1866
- La Vengeance, 1868
- Jean-Jacques Cambacérès, 1876-1877
- Rouget de l'Isle, 1880
- Folette, 1882
- Pompier qui sauve deux enfants d'un incendie, 1885
- Androclès et le lion reconnaissant, 1888
- Le Bûcheron (socha z bronzu)